# 大通寺 (関市)
大通寺（だいつうじ）は、岐阜県関市東田原541-1にある臨済宗妙心寺派の寺院。山号は円法山。中濃八十八ヶ所霊場八十番。

## 沿革
文明10年(1478年)に慧透和尚が開いたとされる。別の資料によれば天和元年（1684年）の開創と伝えるが、関市史は天和元年に妙心寺派の寺院として再興されたと推測している。

## 備考
現在の住職は西川知孝。彼のおじは妙心寺和尚の西川友孝(西川玄房)。東林院住職でもある。